# Харчев (деревня)
Харчев — деревня в Куйтунском районе Иркутской области России. Входит в состав Иркутского сельского поселения.

## География
Деревня находится на расстоянии 30 км к юго-востоку от рабочего посёлка Куйтун, административного центра района.

## Население
| 2002 | 2010 | 2011 | 2012 |
| ---- | ---- | ---- | ---- |
| 193  | ↘115 | →115 | ↘111 |

### Половой состав
По данным Всероссийской переписи, в 2010 году в деревне проживало 115 человек (60 мужчин и 55 женщин).